# Mouldi Kefi
Pour les articles homonymes, voir Kefi.
Mouldi Kefi, né le 10 février 1946 au Kef, est un diplomate tunisien.

## Biographie
Titulaire d'une maîtrise en philosophie de la faculté de lettres de l'université de Strasbourg, Mouldi Kefi travaille deux ans comme professeur avant d'apprendre l'anglais et l'allemand et d'intégrer le ministère des Affaires étrangères en 1967,.
Durant sa carrière au sein du ministère, il occupe divers postes : chef de service Amérique centrale et du Sud (1978), chef de service du protocole diplomatique (1980), directeur adjoint à la direction Amérique (1989), chef de cabinet du ministre Habib Ben Yahia (1994), chargé de mission au cabinet du ministre (1999) et directeur général des affaires politiques et de la coopération pour les pays d'Amérique et d'Asie (2006).
Parallèlement, il occupe des fonctions au sein des ambassades de Tunisie en Tchécoslovaquie (1971), Allemagne de l'Est, Union soviétique et au Royaume-Uni, avant de devenir ambassadeur au Nigeria (1990-1994), en Russie (1996-1999) et en Indonésie (2002-2005).
En 2011, il est rappelé pour devenir ministre des Affaires étrangères au sein des gouvernements de Mohamed Ghannouchi puis Béji Caïd Essebsi ; ses secrétaires d'État sont alors Radhouane Nouisser et Khemaies Jhinaoui.
Il est marié à Dagmar, rencontrée en Tchécoslovaquie, et père de quatre fils.